# SKA Sankt Petersburg
Der SKA Sankt Petersburg (russisch СКА Санкт-Петербург) ist ein Eishockeyklub aus Sankt Petersburg, Russland. Er spielt in der Kontinentalen Hockey-Liga. Die Vereinsfarben sind weiß, rot und blau.

## Geschichte

Alternativlogo seit 2005

Logo zw. 2015 und 2023

Der Klub wurde 1946 als Sportverein des Sergei-Kirow-Offiziershauses in Leningrad gegründet. Bereits 1956 wurde der Verein in LDO Leningrad umbenannt (LDO: Leningrader Haus der Offiziere). Der Verein wuchs sehr schnell, 1957 avancierte er zum offiziellen Klub des Militärbezirks Leningrad und wurde in SKWO Leningrad umbenannt (SKWO: Sportklub des Militärbezirks). 1959 wurde der Verein in SKA Leningrad (SKA: Sportklub der Armee) umbenannt. Den Beinamen SKA bekamen damals nahezu alle Sportvereine des Militärs. Seit der Saison 1994/95 spielt der Klub unter dem heutigen Namen SKA Sankt Petersburg.

## Erfolge
Besonders erfolgreich war der Klub Anfang der 1970er Jahre mit dem damaligen Trainer Nikolai Putschkow, als 1970 und 1971 zwei Mal in Folge der Spengler Cup gewonnen werden konnte. Der dritte Gewinn erfolgte 1977, der vierte 2010.
1971 und 1987 gewann der Verein die Bronzemedaillen der sowjetischen Meisterschaft.

## Trainer
- G. Dimitrijew (1946–1947)
- А. Semjenow (1950–1951)
- B. Bekjaschew (1951–1952)
- Georgi Lassin (1952–1953)
- А. Wiktorow (1953–1957)
- J. Woronin (1957–1958)
- Alexander Komarow (1958–1962)
- Jewgeni Babitsch (1962–1963)
- Nikolai Putschkow (1963–1973)
- Wenjamin Alexandrow (1973–1974)
- Nikolai Putschkow (1974–1977)
- О. Siwkow (1977–1978)
- Nikolai Putschkow (1978)
- W. Schilow (1978–1979)
- Igor Romischewski (1979–1981)
- Boris Michailow (1981–1984)
- W. Schilow (1984–1989)
- Gennadi Zygankow (1989–1990)
- I. Schurkow (1990–1992)
- Boris Michailow (1992–1998)
- N. Maslow (1998–1999)
- A. Schukow (1999)
- R. Ischmatow (1999–2002)
- Nikolai Putschkow (2002)
- Boris Michailow (2002–2005)
- N. Solowjow (2005–2006)
- S. Tscherkas (2006)
- Boris Michailow (2006)
- Ju. Leonow (2006–2007)
- Barry Smith (2007–2010)
- Ivano Zanatta (2010)
- Václav Sýkora (2010–2011)
- Miloš Říha (April 2011 – Nov. 2012)
- Jukka Jalonen (Dez. 2012 – Apr. 2014)
- Wjatscheslaw Bykow (Apr. 2014 – Mai 2015)
- Andrei Nasarow (Juni 2015 – Okt. 2015)
- Sergei Subow (Okt. 2015 – Mai 2016)
- Oleg Snarok (Juni 2016 – Mai 2018)
- Ilja Worobjow (2018–2019)
- Alexei Kudaschow (2019–2020)
- Waleri Bragin (seit 2020)